# Gustav Mader
Gustav Mader, född 28 mars 1899 i Wien, död 18 april 1945 i Rijeka, var en österrikisk bobåkare. Han deltog vid olympiska vinterspelen 1928 i Sankt Moritz och placerade sig på sista plats efter att ha diskvalificerats i andra åket.